# 化学力顕微鏡
化学力顕微鏡（かがくりょくけんびきょう、Chemical Force Microscopy : CFM）は走査型プローブ顕微鏡の一種。

## 概要
1994年にLieberらにより最初に発表された手法で構造は摩擦力顕微鏡のようなコンタクトモード原子間力顕微鏡 (AFM)の構成で試料表面の形状や摩擦力の分布の情報を得るために使用される。
探針の先端部を疎水性のCH3基や親水性のCOOH基などの官能基で被覆したカンチレバーを用いて試料表面の疎水性のCH3や親水性のCOOHなど化学種の官能基との相互作用による摩擦力の相違の分布情報を可視化する。探針先端部表面と試料表面の組み合わせが異なると両者の間の相互作用の程度は異なり、同じ親水性のCOOH基同士の組み合わせで凝着力が一番大きく、異なる疎水性のCH3基と親水性のCOOH基の組み合わせで凝着力が一番小さく、それらの凝着力の違いが相互作用力の2次元分布の画像で視覚化される。

## 用途
- 表面が官能基で覆われた試料の評価
- 表面に有機物を有する試料の評価